# 1982 JD3
1982 JD3 är en asteroid i huvudbältet som upptäcktes 15 maj 1982 av Palomar-observatoriet.
Asteroiden har en diameter på ungefär 3 kilometer och den tillhör asteroidgruppen Vesta.